# Sv. Jurij in zmaj (Rafael, Louvre)
Sveti Jurij in zmaj je majhna slika italijanskega renesančnega umetnika Rafaela, ki je nastala ok. 1503-1505. Hranijo jo v pariškem Louvru. Kasnejša različica iste teme je Sv. Jurij v Narodni galeriji umetnosti v Washingtonu, D. C.

## Zgodovina
Ta slika in prav tako majhen sveti Mihael, prav tako v Louvru, sta par. V Mazarinovi zbirki so bili združeni v diptih in vezani v usnje. Ludvik XIV. jih je leta 1661 pridobil od Mazarinovih dedičev.
Svetega Jurija včasih pripisujejo umetnikovemu rimskemu obdobju, ker je konj podoben enemu od konjev Monte Cavallo (Kvirinalska palača). Vendar pa bi lahko Rafael zlahka poznal tega posebnega konja z njegove risbe, ki jo je naredil eden od Leonardovih učencev. Sodeč po še vedno nekoliko naivnem in peruginesknem slogu slike gre v resnici za eno Rafaelovih zgodnjih del, ki izvira iz okoli leta 1504. Malo kasneje je naredil še eno sliko na isto temo (omenjena tabla v Washingtonu D. C.) in proti ob koncu svojega življenja je naslikal velikega svetega Mihaela, ki je tudi v Louvru.
Giovanni Lomazzo v delu Trattato della Pittura (1584) omenja Rafaelovega svetega Jurija, ki ga je naročil urbinski vojvoda in je bil naslikan na majhni šahovnici (tavoliere). Po starih katalogih je imel mali sveti Mihael, če ne tudi sveti Jurij, na zadnji strani desko z osnutkom, ki je zdaj prekrita. Pregled z rentgenskimi žarki in infrardečimi žarki te trditve ni potrdil. Zdi se, da je Lomazzo v zgoraj omenjeni knjigi zamešal različne slike iste teme. Če se lahko do neke mere zanesemo na njegovo pozno in nekoliko zmedeno pričevanje, je možno, da sta bili sliki v Louvru naslikani za vojvodo Urbinskega.
Galerija Uffizi ima karton za svetega Jurija (videno spodaj).

## Opis in slog
V sladki pokrajini s tipičnim umbrijskim pridihom, sestavljeni iz gričev in listnatih dreves, bo sveti Jurij na konju pokončal zmaja z zamahom meča, ki ga je že dvignil z desnico, medtem ko kopje zdaj leži zlomljeno na tleh in v trupu pošasti. Svetnik nosi sijoč oklep in čelado z visokim grebenom, plašč pa valovi v vetru, kar povečuje dinamičnost prizora. Na desni princesa v strahu beži in se obrača, da bi še zadnjič pogledala.
Celoten prizor je učinkovito postavljen po diagonali z natančnimi ritmičnimi korespondencami med skrajno ofenzivno gesto zmaja, vstajanjem konja in princesinim begom. Ta zvijača pomaga opazovalcu, da na prvi pogled razume celotno pripoved, pa tudi omogoča poglobljeno pregledovanje načrtov.
Razmerje med patosom, vizijo in gibom je uravnoteženo, vendar je v nemotečem obrazu svetega Jurija zaznati tudi elegantno, skoraj aristokratsko odmaknjenost.

## Galerija
- sveti Mihael
- Sveti Jurij (Washington)
- Sveti Jurij in zmaj (Carpaccio)
- Sveti Jurij in zmaj (Paolo Uccello)